# Coves d’Artà
Die Coves d’Artà (kastilisch Cuevas de Artá ‚Höhlen von Artà‘) oder auch Coves de s’Ermità sind ein Tropfsteinhöhlensystem an der Ostküste der spanischen Baleareninsel Mallorca. Die Höhlen befinden sich im Gemeindegebiet von Capdepera östlich des Ortes Canyamel. Die Bezeichnung Coves d’Artà stammt noch aus der Zeit vor 1858, als Capdepera keine eigenständige Gemeinde war, sondern zusammen mit Son Servera zum Gebiet von Artà gehörte.

## Lage

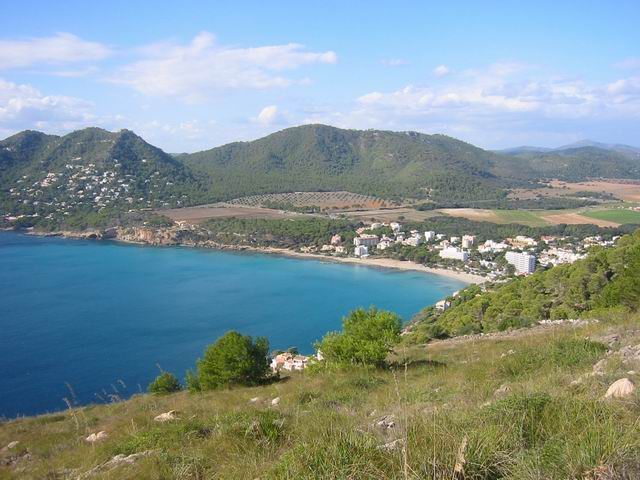
Bucht von Canyamel

Die Coves d’Artà sind neben den Coves del Drac und den Coves dels Hams das bekannteste Höhlensystem des Ostens Mallorcas, der Region (Comarca) Llevant. Während die beiden anderen Höhlen nahe der Ortschaft Porto Cristo liegen, befinden sich die „Höhlen von Artà“ weiter nordöstlich, etwa 15 Kilometer von diesen entfernt.
Der Eingang zu den Coves d’Artà befindet sich an der Südseite des Cap Vermell, einer Halbinsel, die eine kleine Meeresbucht nach Norden abgrenzt, in die der Torrent de Canyamel mündet. Am dortigen Platja de Canyamel entwickelte sich in den letzten Jahren des 20. Jahrhunderts der Touristenort Canyamel, der heute 384 Einwohner zählt (Stand: 2007).
Nördlich oberhalb des Ortes führt eine gut ausgebaute und ausgeschilderte Straße bis zu einem Parkplatz am Höhleneingang. Der Ausgang von den Coves d’Artà an der 1860 anlässlich des Besuchs der Königin Isabella II. erbauten Treppe zu den Höhlen liegt etwa 50 Meter über dem Meeresspiegel und bietet einen hervorragenden Blick über die Bucht von Canyamel.

## Geschichte

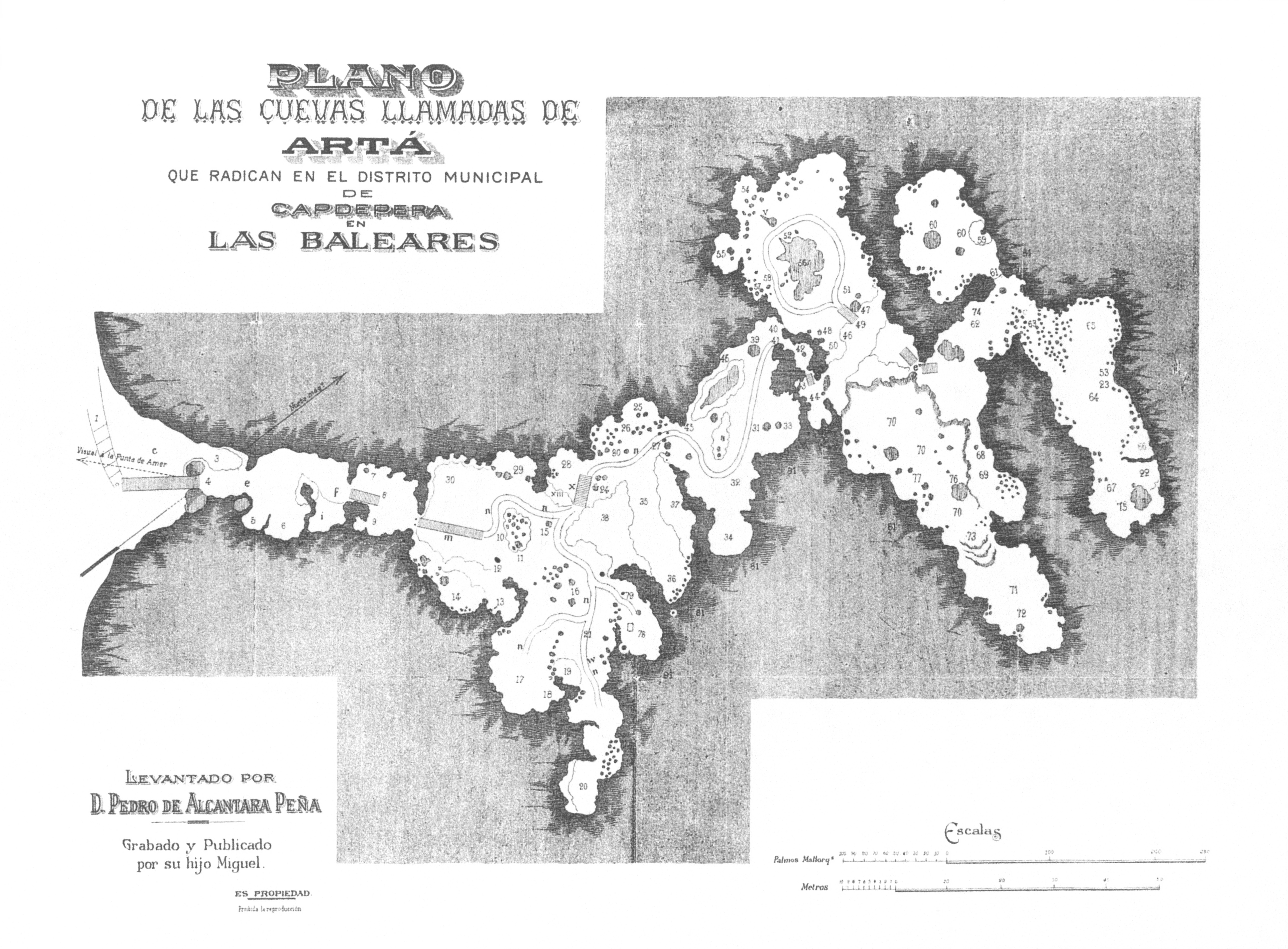
Plan der Höhle von 1862

Die Coves d’Artà wurden in früheren Zeiten bewohnt und auch durch Piraten als Zufluchtsstätte genutzt. Die letzten maurischen Soldaten fanden hier im Jahre 1229 Zuflucht vor dem vorrückenden Heer unter Jaume I., König von Aragón. Das Gestein im Eingangsbereich ist durch Ausräucherungsversuche noch immer stark geschwärzt.
Aus dem 16. und 17. Jahrhundert (1517 und 1614 lt. Antonio Cabra) stammen einige Inschriften, die in den Höhlen gefunden wurden. Zwischen 1806 und 1808 war es wohl der Geistliche Juan Garau y Serra, der das Höhlensystem als erster erforschte. Seit 1869 liegt ein Gedenkbuch aus, in das sich Besucher der Höhlen eintragen können, und das schon die Namen einiger bekannter Persönlichkeiten wie Jules Verne, Victor Hugo, Alexandre Dumas, Antonio Maura oder Erzherzog Leopold Salvator von Österreich enthält.

## Beschreibung

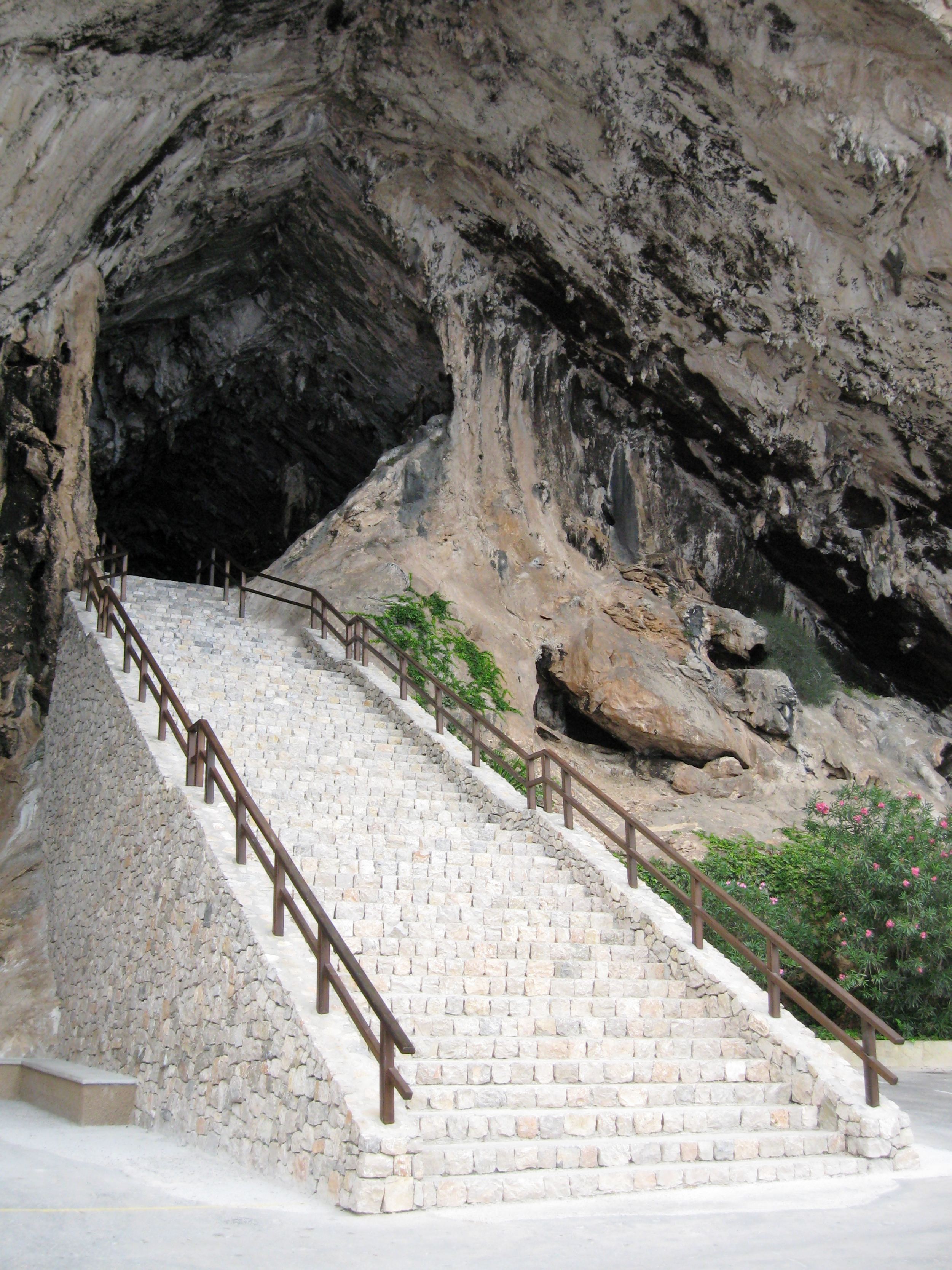
Treppe am Ausgang

Das Höhlensystem ist nur im Rahmen einer Führung (in mehreren Sprachen) zu besichtigen. Der Eingangsbereich liegt unter einem etwa 100 Meter breiten Felsbogen, der sich 25 Meter hoch über den asphaltierten Vorplatz wölbt. Die Höhlen werden über einen Eingang mit Gattertür links unterhalb der 1860 erbauten Steintreppe betreten und über die Treppe selbst (Bild links) wieder verlassen. Auf gesicherten Wegen führt der Rundgang durch mehrere elektrisch beleuchtete Hallen und Räume.

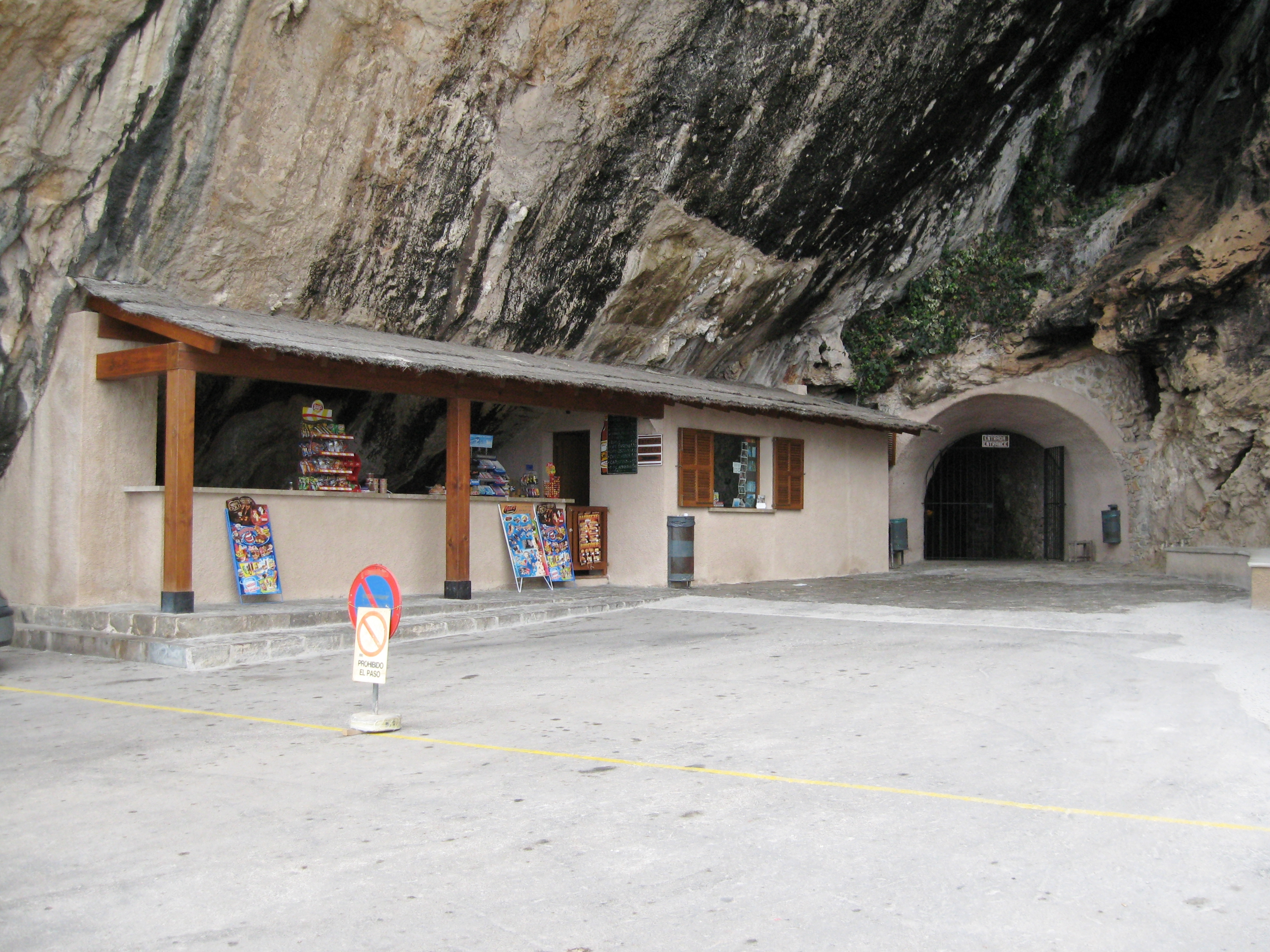
Eingang zu den Höhlen

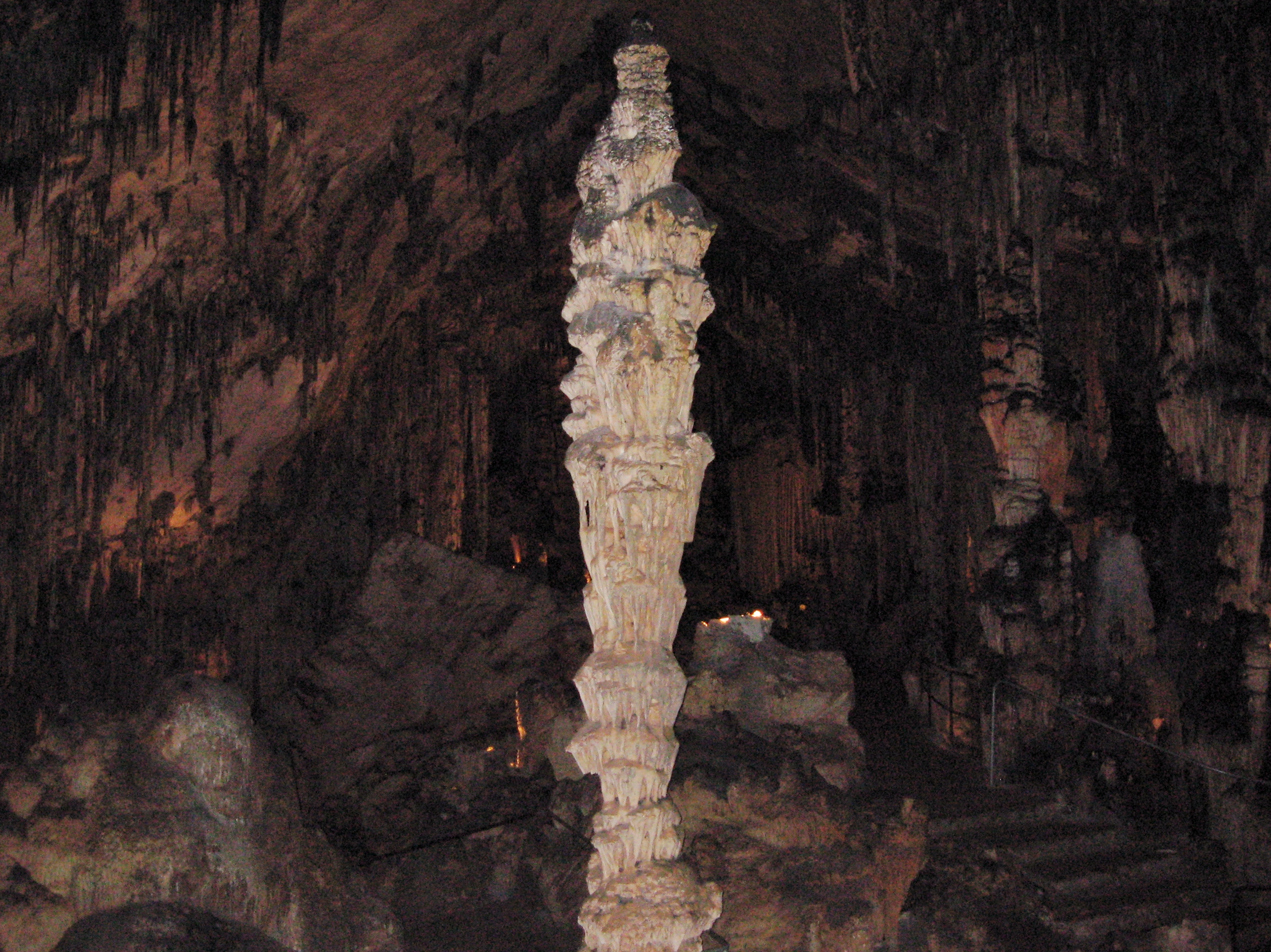
Virgen del Pilar

Nach Durchschreiten eines Stollens betritt man zunächst den „Vorsaal“ oder das „Vestibül“. Der Raum ist 75 Meter lang, zwischen 20 und 40 Meter breit und 15 bis 25 Meter hoch. Der auffälligste der vielen Tropfsteine wird nach einem spanischen Marienbildnis Virgen del Pilar (Unsere Liebe Frau auf dem Pfeiler) genannt. Von dort biegt ein Gang nach links und nach einigen Stufen betritt man den „Saal der 1000 Säulen“. Viele der Stalagmiten und Stalaktiten haben sich dort zu durchgängigen Säulen vom Boden bis zur Höhlendecke vereint.
Durch ein hohes Portal mit Steinvorhängen erreicht man als Nächstes den „Saal der Säulenkönigin“. Die namengebende 22 Meter hohe Tropfsteinsäule (nach anderen Angaben nur 15 Meter hoch), die „Königin der Säulen“, steht in der Mitte des Raumes und ist im Verhältnis zur Höhe besonders schlank. Der reich verzierte Stalagmit hat noch etwas Freiraum zum Deckengewölbe. Im Jahre 1841 bot eine englische Gesellschaft 25.000 Pfund Sterling für den Erwerb dieses Stalagmiten, konnte den Kauf jedoch nicht abschließen. Am Ende des Saals sind auf einer Steinstufe noch zwei Einzelstücke zu sehen, die als „Zelt“ und „Tabernakel“ bezeichnet werden. Sie sind von kleineren Tropfsteinen umgeben und vier bzw. acht Meter hoch. Am anderen Ende des Raumes befindet sich ein kleines Loch, umgeben von Steinvorhängen, das „Thronhimmel“ genannt wird.

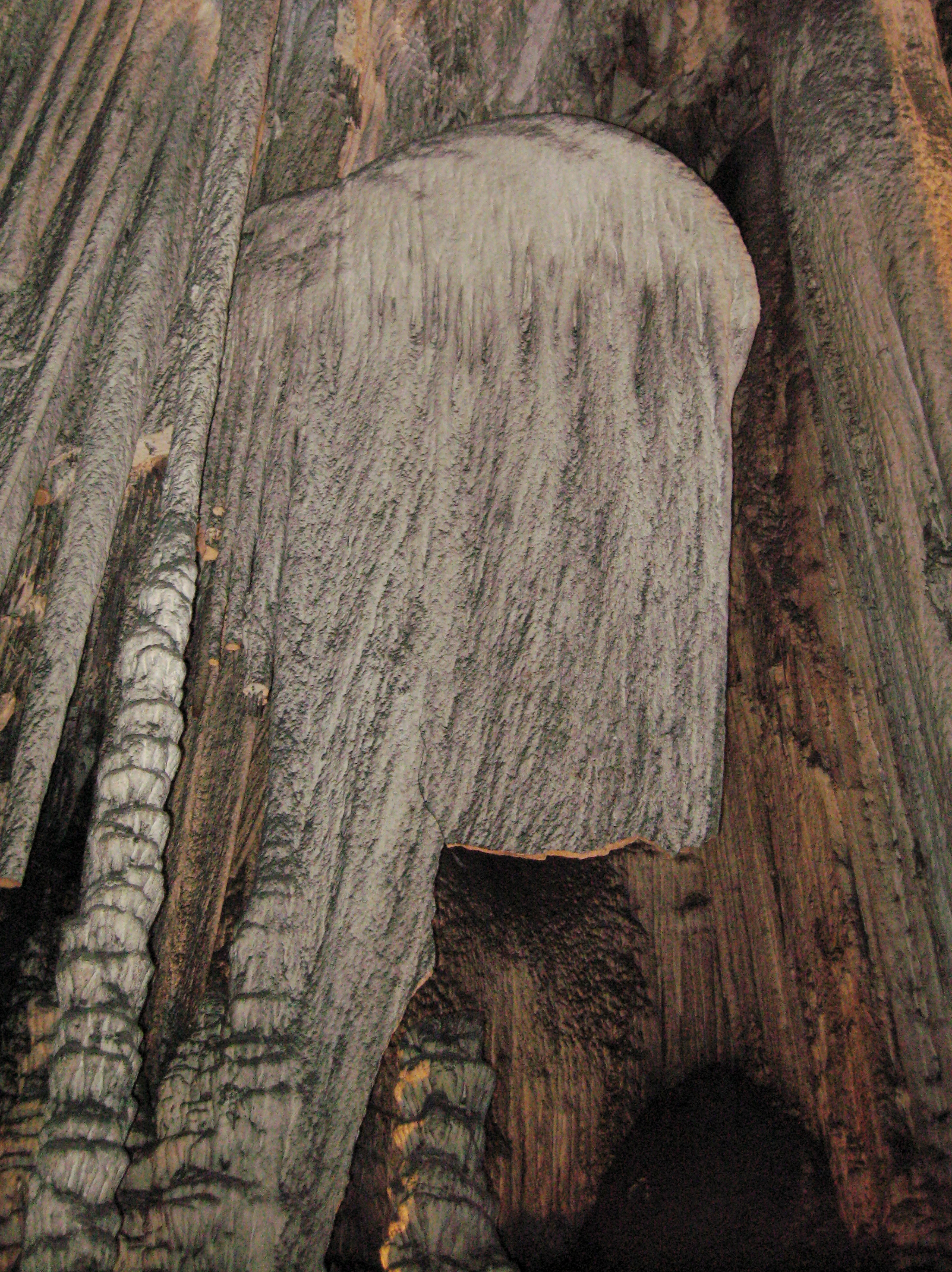
„Saal der Flaggen“

Nach einer abwärts führenden Treppe und Durchschreiten des „Vorsaals der Hölle“, einem kleineren Raum mit einer bei einem Erdbeben zerbrochenen Säule und hohen Steinvorhängen, gelangt der Besucher in die „Hölle“. Die Tropfsteinsäulen sind hier dicker als in anderen Bereichen der Höhlen und reichen bis an die Decke. Einige spitze Ablagerungen werden „Höllenflament“ genannt. Im unteren Bereich des Raumes steht am Fuß eines gelblichen Felsens eine dünne gewundene Säule, ein Bereich, der den Namen „Sarg von Napoleón“ trägt. Alle Bereiche der Höhlen sind ihren Namen entsprechend in unterschiedlichem Licht ausgeleuchtet, in der „Hölle“ wird dem Besucher zudem eine Ton-Wechsellicht-Schau geboten.
Nach Passieren eines „Löwen“ und einer „Zypresse“ erreicht man das „Paradies“. Es ist mit 54 Metern Höhe die größte Höhle der Coves d’Artà und gleicht dem Schiff eines Domes. Der Raum soll ein größeres Volumen umfassen als die Kathedrale von Palma. Der weitere Rundgang führt auf einen Balkon, von dem man in den Salón de columnas hinabsieht, wo die weiße Färbung der Tropfsteine möglicherweise auf eine neuere Bildung schließen lässt. Danach erreicht man den „Saal der Flaggen“, benannt nach zwei breiten Steingebilden, die scheinbar Falten werfen. Eine Gruppe von Säulen bildet optisch die Ansicht einer „Orgel“ und einige der verschiedenen Säulen, die „Glocken“, lassen harmonische Klänge ertönen, wenn man sie mit Steinen anschlägt, was den Besuchern auch vorgeführt wird.

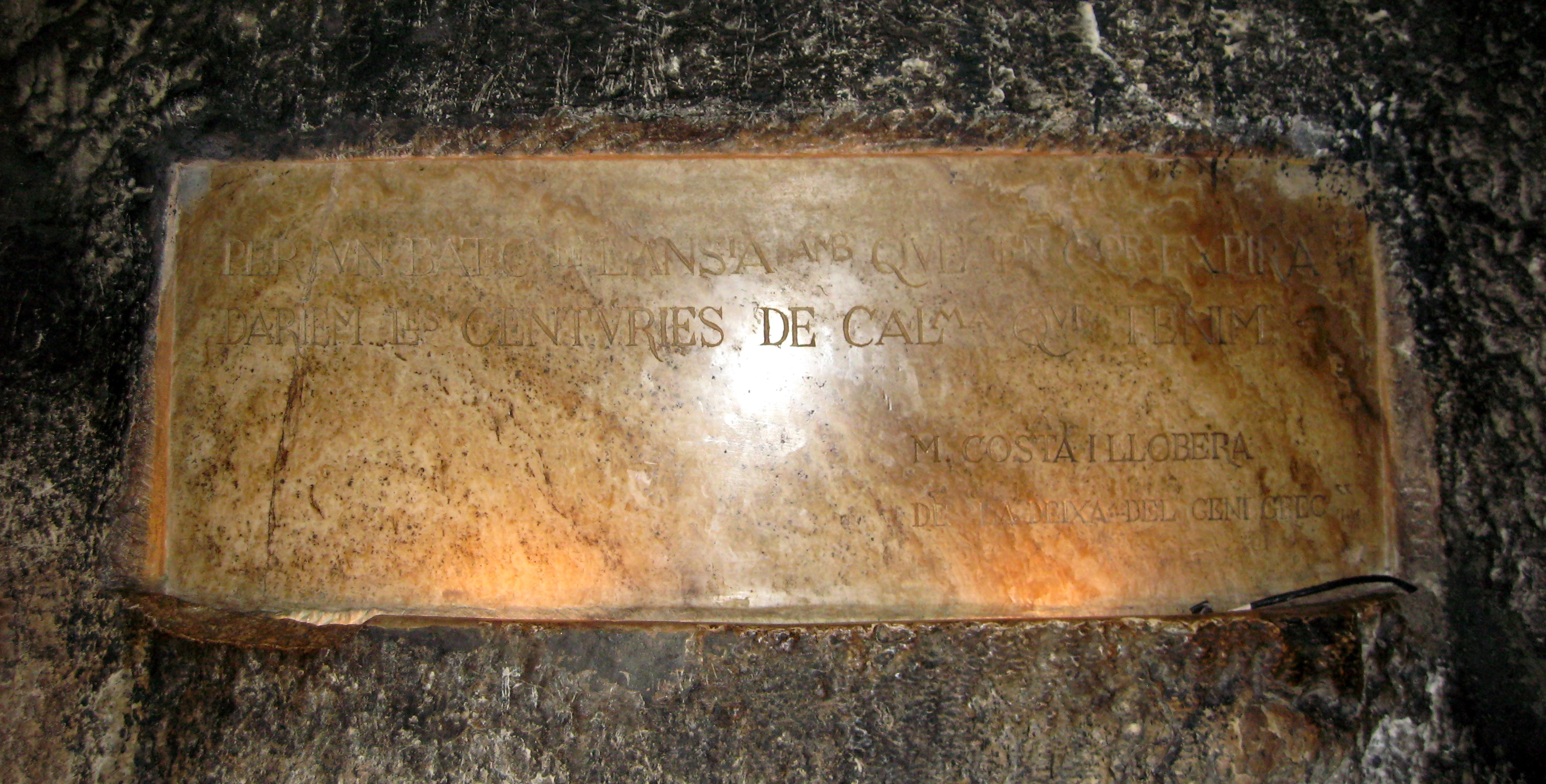
Sinnspruch im „Flaggensaal“

An der Felswand des „Flaggensaals“ ist auf einer Tafel ein Absatz des Gedichtes „La deixa del Geni Grench“ des Mallorquiners Miquel Costa i Llobera (1854 – 1922) eingraviert, das in den Coves d’Artà spielt. Der Spruch wurde zur Erinnerung an eine Vorlesung mehrerer Teile des Gedichtswerkes durch den Dichter Guillem Colom i Ferrà  (1890 – 1979) aus Anlass des hundertsten Geburtstages von Miquel Costa i Llobera angebracht:
| Per un batec de l'ansia amb que ton cor expira, dariem les centúries de calma que tenim. |  | Für einen Schlag des Herzens, das in Angst stirbt, würden wir all die Ruhe von Jahrhunderten geben. |

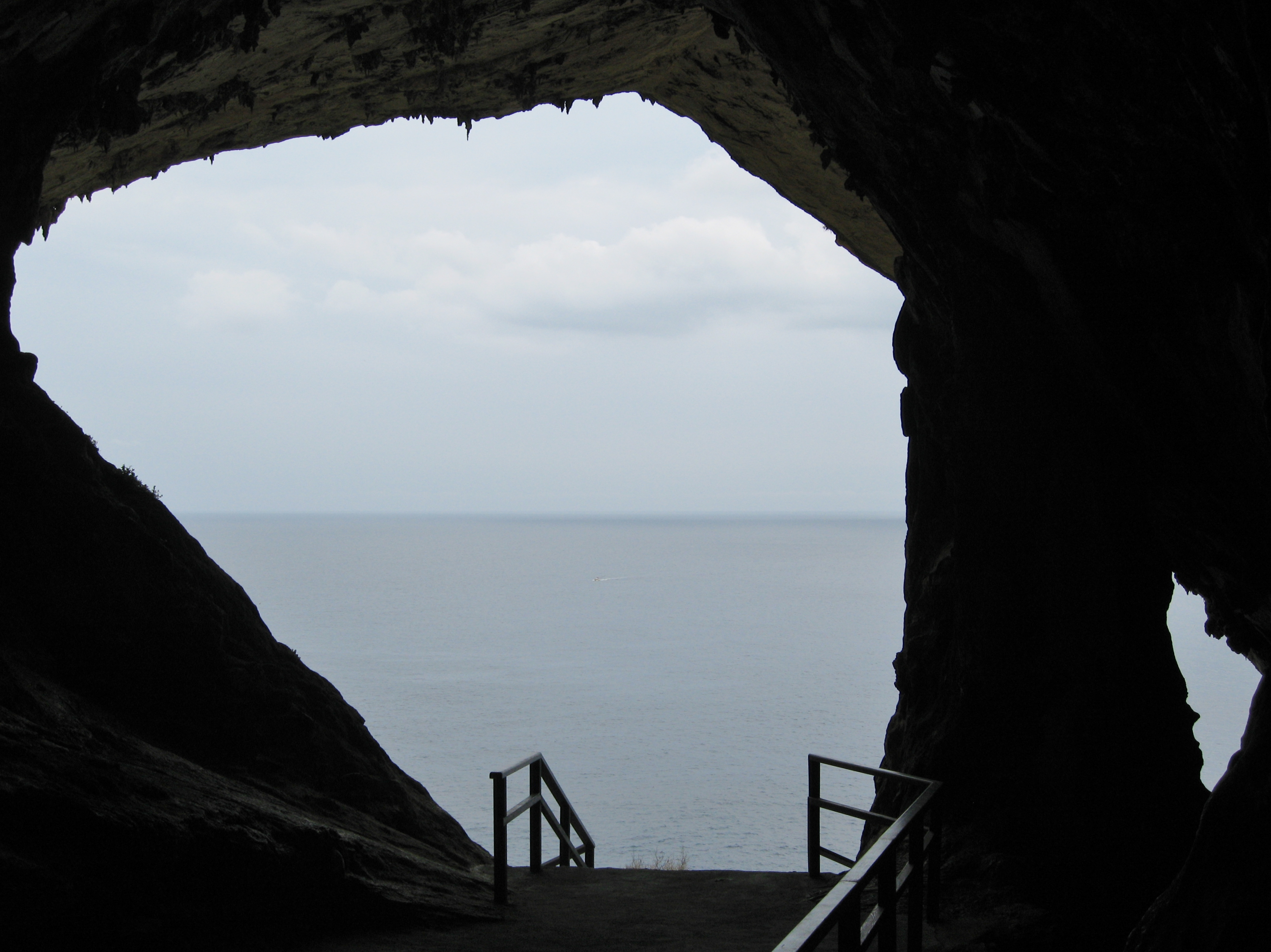
Ausgang mit Blick aufs Meer

Eine neu erbaute Treppe führt aus dem „Saal der Flaggen“ zum oberen Teil des „Paradieses“, von wo man an der „Säulenkönigin“ vorbei wieder zum Eingangsbereich des „Vorsaales“ gelangt, der den „Diamantstein“ beherbergt, so benannt wegen seines Glanzes. Vorher passiert man noch den „Brunnensaal“ mit der „Bronzesäule“ und „Acherons Boot“. In Richtung Ausgang wird die „Rosenkranzkapelle“ durchschritten, in der zwei Teile einer Säule (Stalaktit und Stalagmit) aus der Nähe betrachtet werden können. Schließlich erreicht man nach einem Treppenaufstieg den Ausgang am oberen Bereich der äußeren Treppe, der einen mit einem weiten Blick auf das Meer empfängt.
Das Fotografieren ohne Blitzlicht sowie Filmen ohne Stativ ist in der Höhle erlaubt (Stand: Oktober 2024). Auf besonders effektvolle Show-Effekte wie in den Coves del Drac und den Coves dels Hams wird hier weitgehend verzichtet.

Höhlenansichten
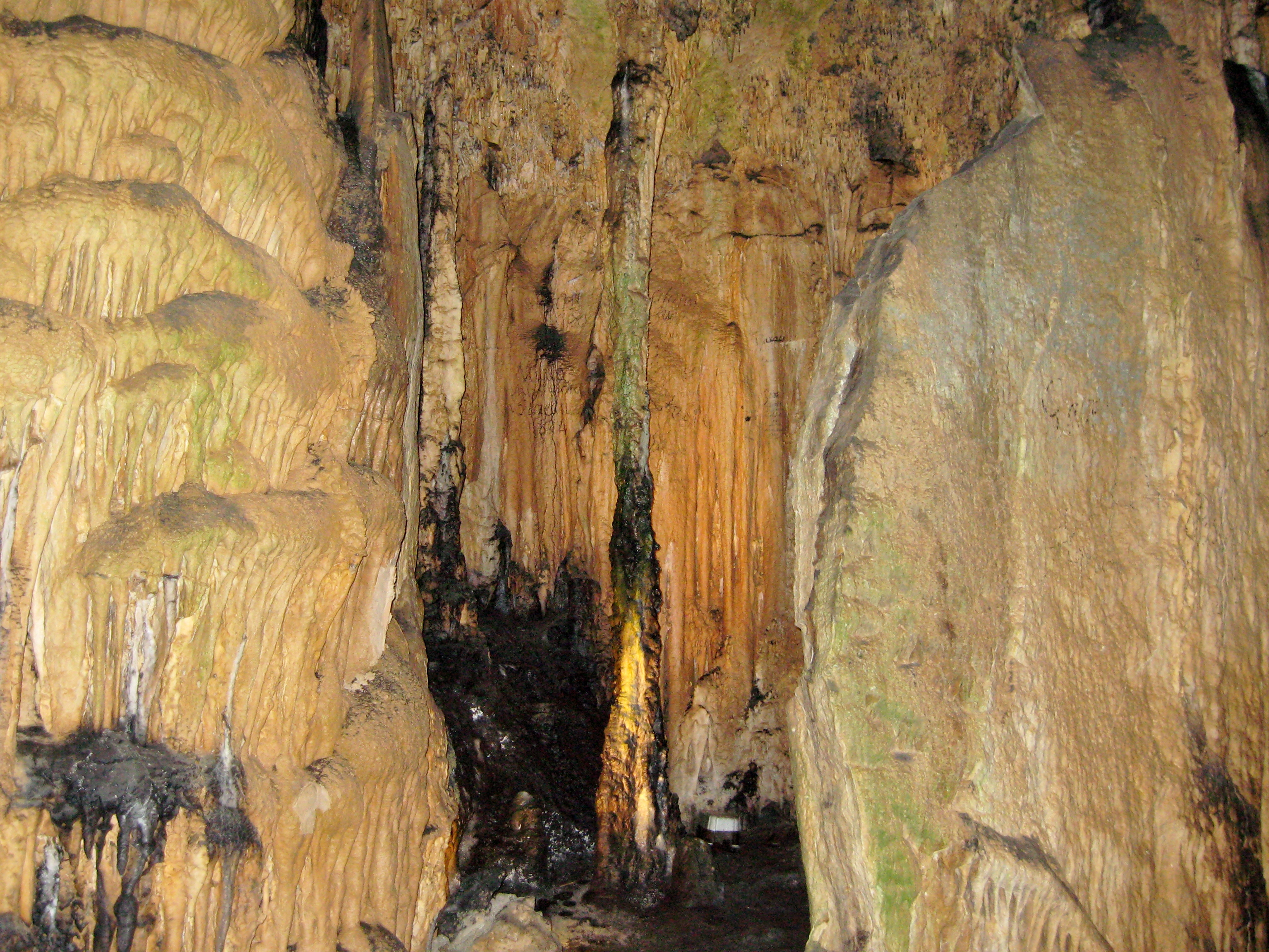
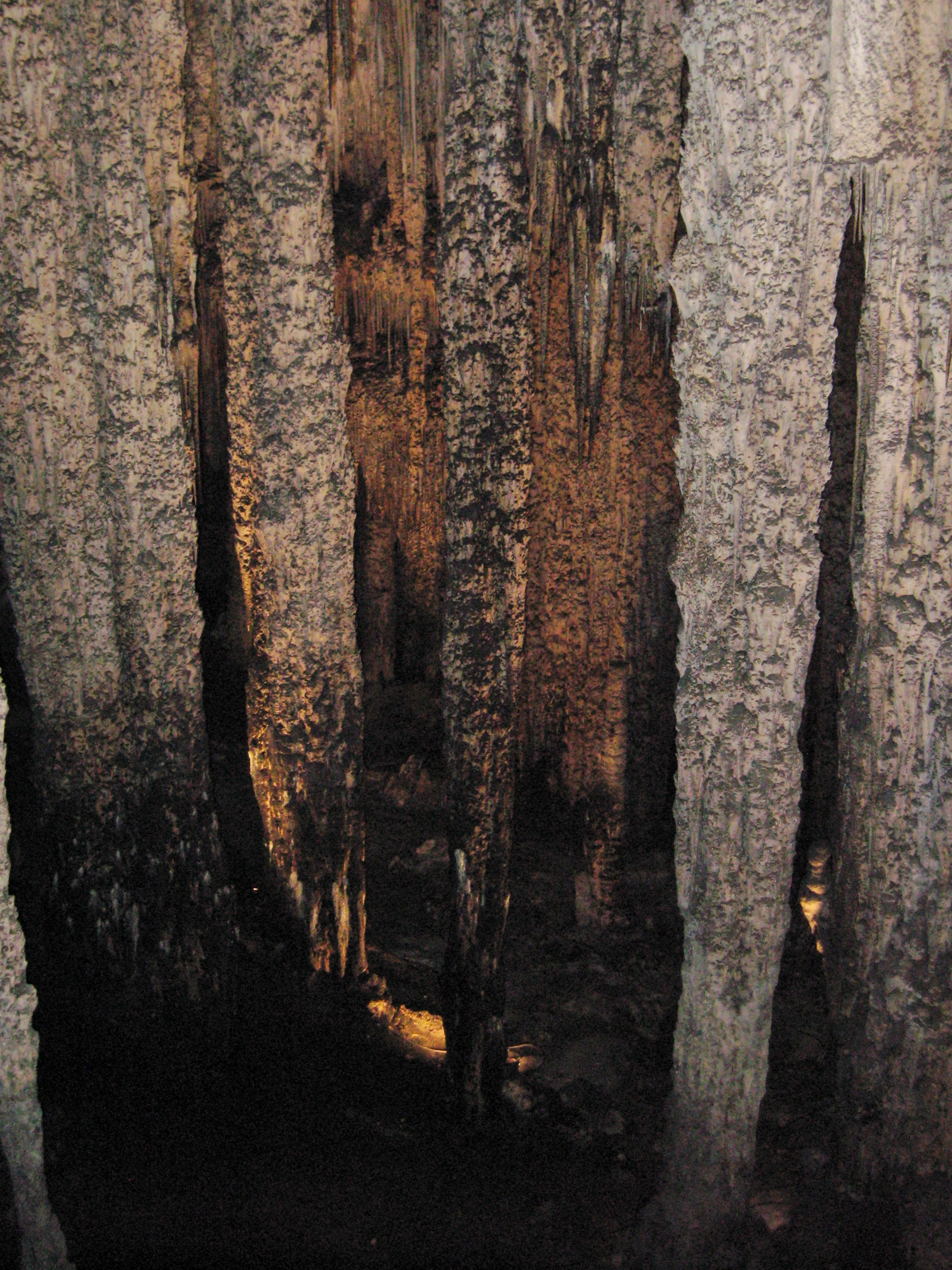
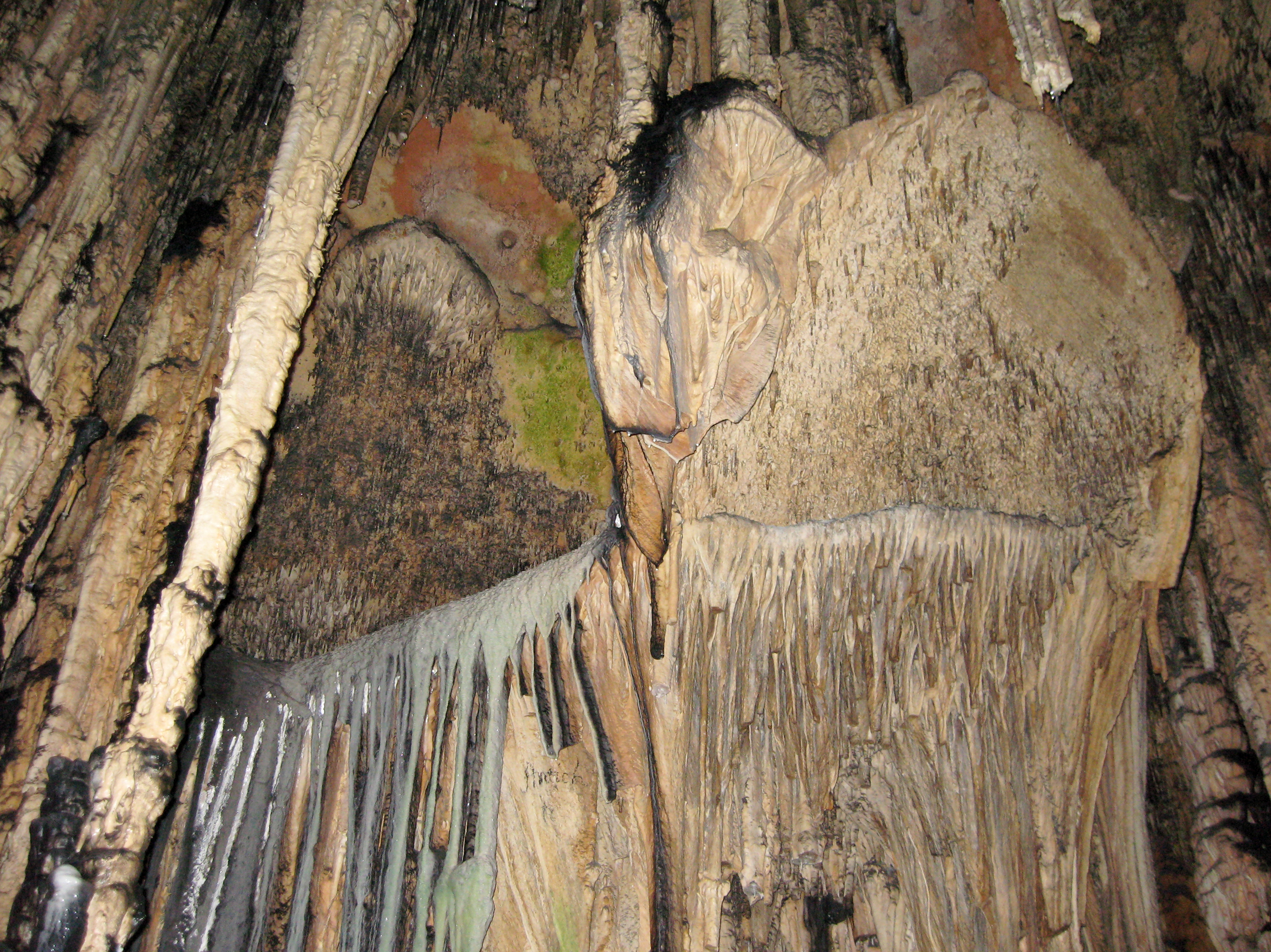
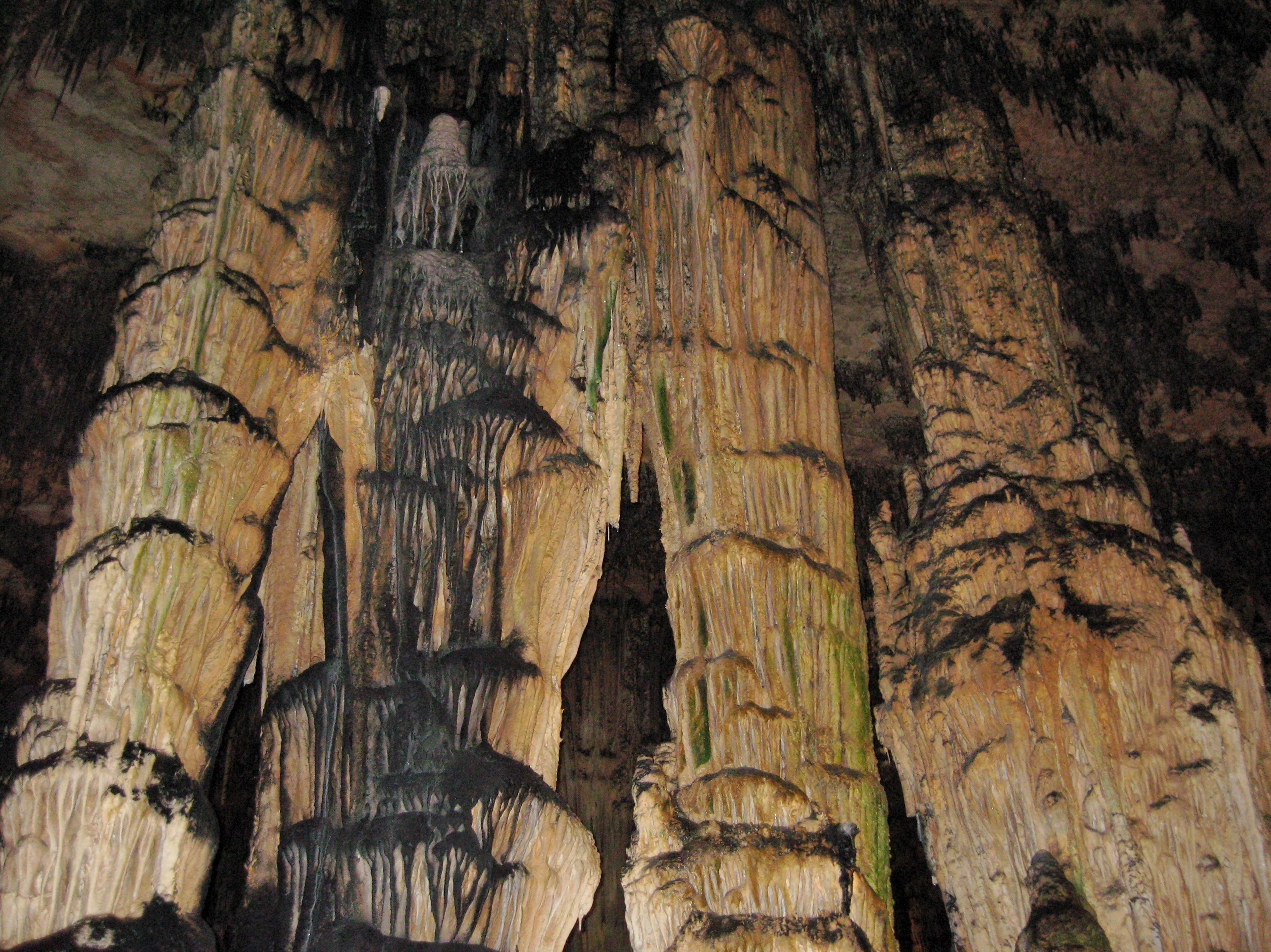